# 24 Nith Place
Unter der Adresse 24 Nith Place in der schottischen Stadt Dumfries in der Council Area Dumfries and Galloway befindet sich eine Villa. 1961 wurde das Bauwerk in die schottischen Denkmallisten in der höchsten Denkmalkategorie A aufgenommen.

## Beschreibung
Das Gebäude befindet sich südlich des historischen Zentrums Dumfries’ nahe dem linken Ufer des Nith. Es wurde vermutlich zwischen 1730 und 1750 für den städtischen Beamten Archibald Malcom erbaut. Möglicherweise lieferte der schottische Architekt William Adam die Pläne zum Bau der Villa.
Die nordwestexponierte Frontseite der zweistöckigen Stadtvilla im Barockstil ist symmetrisch aufgebaut und fünf Achsen weit. Der flache Mittelrisalit schließt mit einem Dreiecksgiebel mit Oculus. Ebenso wie der Risalit sind auch die Gebäudekanten mit rustizierten Ecksteinen abgesetzt. Das mittige Eingangsportal ist mit korinthischen Säulen gestaltet, die einen bekrönenden Architrav mit Dreiecksgiebel tragen. Die Türe schließt mit einem Kämpferfenster. Die Fassade schließt mit einem Kranzgesimse mit Zahnschnitt, der auch den Dreiecksgiebel ornamentiert. Das Dach ist mit Schiefer eingedeckt. 
Die mit Pilastern und Bögen gestaltete Halle wurde im 19. Jahrhundert überarbeitet. Es sind verschiedene historische Holzelemente erhalten.